# Folha de fibra

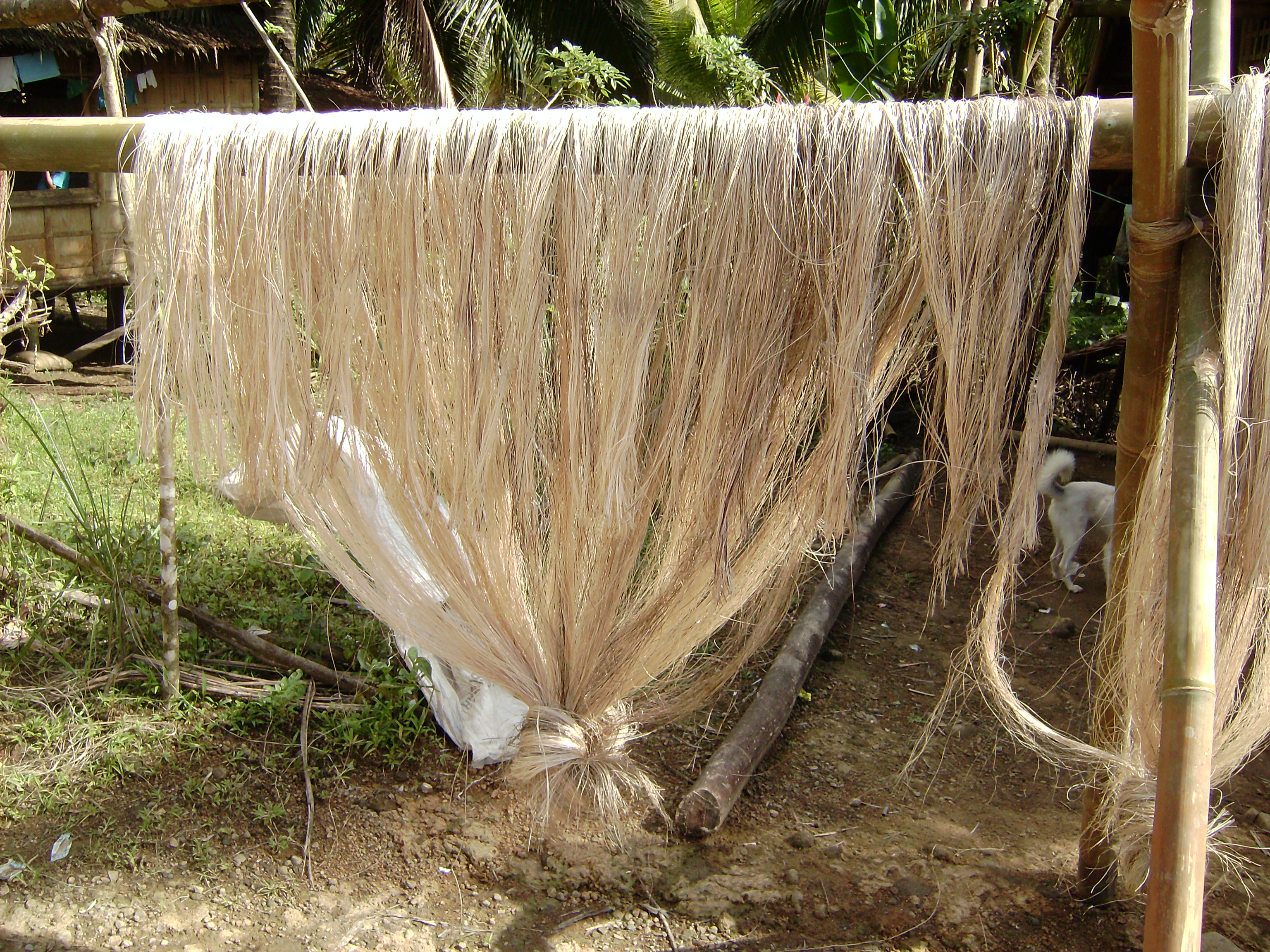
Abaca que foi despojado apenas para o material fibroso

Fibras de folha ou fibras duras são um tipo de fibra vegetal usada principalmente para cordame (produção de corda). Elas são as fibras vegetais mais duras, o que provavelmente se deve ao seu maior teor de lignina quando comparadas com os outros grupos de fibras vegetais. Eles são tipicamente caracterizados como sendo muito resistentes e rígidos, o que os leva a serem usados na produção de cordas sobre roupas ou papel como outras fibras vegetais.
As fibras foliares podem ser encontradas nos feixes vasculares das folhas das plantas e, portanto, consistem em tecidos de floema e xilema e quaisquer outros tecidos de revestimento vascular (por exemplo, células de esclerênquima ). Mais especificamente, as fibras foliares são tipicamente encontradas em folhas monocotiledôneas.
As fibras são colhidas das plantas em feixes longos e finos, principalmente através do processo de decorticação, que é onde os tecidos não fibrosos são raspados das fibras vegetais à mão ou em uma máquina. Na maioria dos casos, as folhas devem ser colhidas manualmente da planta na maturidade antes de sofrer decorticação, o que faz com que a colheita de fibras duras seja uma tarefa que consome muita energia e tempo.
O sisal e o abacá são as fibras primárias das folhas que são colhidas e vendidas. Ambos são usados principalmente para fazer cordas ou esteiras, mas, à medida que a tecnologia continua avançando, essas e outras fibras duras podem ser quebradas e transformadas em polpa para serem usadas em produtos de papel.
Não há muita pesquisa sendo analisada sobre as possibilidades e habilidades das fibras das folhas, pois são muito difíceis de colher e processar, portanto, as fibras sintéticas são mais comumente usadas em seu lugar.

## Fibras comuns
- Abaca (Manila Hemp) - cordame
- Piña - pano
- Sisal - cordéis, esteiras
- Cantala - tecidos
- Phormium - linho, cordame